# Giorgio Tedeschini
Giorgio Tedeschini, detto Gino (Modena, 31 marzo 1907 – Modena, 18 luglio 1988), è stato un calciatore italiano, di ruolo centrocampista.

## Carriera
Giocò in Serie A con il Modena.